# Dalton-Kultur

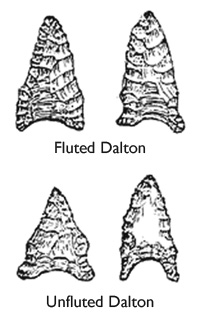
Beispiele für geriffelte und ungeriffelte Dalton-Spitzen.

Die Dalton-Kultur ist eine spätpaläoindianische und früharchaische Kultur Nordamerikas, die ihre Merkmale den typischen Projektilspitzen verdankt und im größten Teil des Südostens sowie in den östlichen Great Plains im Zeitraum zwischen 10.500 und 9.900 BP (8.500 bis 7.900 v. Chr.) auftauchte. Benannt wurden die Dalton-Spitzen nach Richter Sidna Poage Dalton (1892–1965), der als Entdecker zahlreicher Dalton-Fundstellen gilt. Ausgrabungen an den Standorten Brand und Sloan sowie Oberflächensammlungen an vielen anderen Standorten im Nordosten von Arkansas liefern eine Fülle von Informationen über die Dalton-Kultur. Die international bekannte Sloan-Stätte in Greene County, benannt nach der Studentin Mary Ann Sloan, ist ein Friedhof aus der Dalton-Zeit und der älteste dokumentierte Friedhof in der westlichen Hemisphäre. Untersuchungen von Steinwerkzeugen aus den Dalton-Stätten in Arkansas haben viele Einblicke in das Leben dieser Jäger und Sammler während des Übergangs von der letzten Eiszeit zur Neuzeit ermöglicht.

„Bei den Dalton-Materialien handelt es sich in der Regel um nicht geriffelte Projektilspitzen mit charakteristischen, konkaven Basen, die nach außen gewölbt sind. Man geht davon aus, dass es sich bei diesen Gegenständen um Mehrzweckwerkzeuge handelt, die als Projektilspitzen, Messer, Sägen, Meißel und Schaber dienten. Dalton-Materialien werden im gesamten Südosten gefunden, aber auch in den östlichen Great Plains und den südlichen Teilen des Nordostens. Die Dalton-Tradition wird als Reaktion auf die erheblichen Umwelt- und Subsistenzveränderungen betrachtet, die im frühen Holozän beim Übergang von der paläoindianischen zur archaischen Periode auftraten.“